# نبرد یامازاکی
نبرد یامازاکی (به ژاپنی: 山崎の戦い Yamazaki no tatakai)
نبردی بود که در ۲ ژوئیه سال ۱۵۸۲ در اویامازاکی واقع در استان کیوتو در ژاپن رخ داد. به عنوان نبرد کوه تننو هم شناخته می‌شود (天王山の戦い Tennō-zan no tatakai) در طی حادثه معبد هوننو (۲۱ ژوئن ۱۵۸۲)، آکچی میتسوهیده یکی از معاونین اودا نوبوناگا هنگامی که اودا نوبوناگا در معبد هوننو در حال استراحت بود به او حمله کرد و نوبوناگا مجبور به انجام هاراکیری شد. پس از مرگ اودا نوبوناگا، آکچی میتسوهیده قدرت و سلطهٔ نوبوناگا را در کیوتو در اختیار گرفت. میتسوهیده با ارسال پیکی سعی داشت با خاندان موری که در حال جنگ با تویوتومی هیده‌یوشی بود هم پیمان شود ولی پیک توسط سربازان هیده‌یوشی دستگیر شد و این نقشه لو رفت. پس از آن هیده‌یوشی با مسکوت نگه داشتن مرگ نوبوناگا در ۲۳ ژوئن با خاندان موری صلح کرد و سریعاً با تمام سربازانش به کیوتو بازگشت. سیزده روز بعد تویوتومی هیده‌یوشی با آکچی میتسوهیده در یامازاکی رو به رو شد و با شکست او انتقام ارباب خود نوبوناگا را از او گرفت و سپس قدرت و سلطهٔ نوبوناگا را در اختیار خود گرفت.

## حرکت تویوتومی هیده‌یوشی

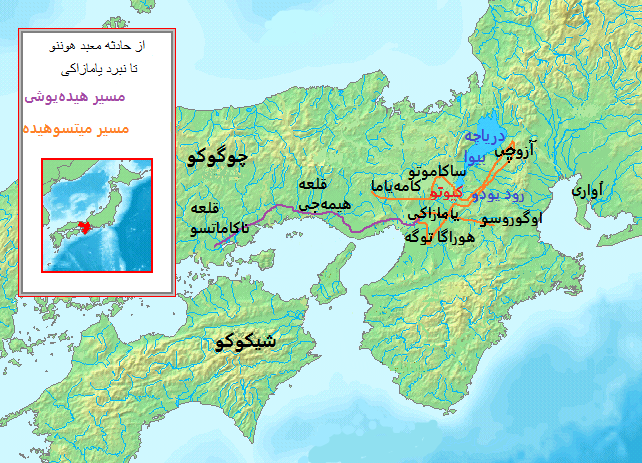
مسیر حرکت هیده‌یوشی بطرف یامازاکی با رنگ بنفش و مسیر حرکت میتسوهیده با رنگ نارنجی مشخص شده‌است.

تویوتومی هیده‌یوشی در این زمان درگیر عملیات مربوط به حمله به چوگوکو و محاصره قلعه تاکاماتسو متعلق به خاندان موری در ولایت بیچو بود. تویوتومی هیده‌یوشی به محض آگاه شدن از مرگ نوبوناگا و تنها دو روز پس از این واقعه در ۲۳ ژوئن پیمان صلحی با خاندان موری بست و به سرعت با لشکر خود به سمت کیوتو که ۲۰۰ کیلومتر با ولایت بیچو فاصله داشت، حرکت کرد. تویوتومی در حین حرکت به دایمیوها پیغام می‌فرستاد که نوبوناگا زنده است و با این سیاست و جنگ اطلاعاتی مانع از پیوستن دایمیوها به میتسوهیده می‌شد.
| تاریخ     | بخش                                        | فاصله (جمع)              |
| --------- | ------------------------------------------ | ------------------------ |
| ۲۵ ژوئن   | قلعه تاکاماتسو در ولایت بیچو〜قلعه نوماجیر | ۲۲ کیلومتر               |
| ۲۶ ژوئن   | قلعه نوماجیرو〜قلعه هیمه‌جی                 | ۷۰ کیلومتر (۹۲ کیلومتر)  |
| ۲۷ ژوئن   | روز هشتم (استراحت در قلعه هیمه‌جی)          |                          |
| ۲۸ ژوئن   | قلعه هیمه‌جی〜آکاشی                         | ۳۵ کیلومتر (۱۲۷ کیلومتر) |
| ۲۹ ژوئن   | آکاشی〜ولایت هاریما (استان هیوگو)          | ۱۸ کیلومتر (۱۴۵ کیلومتر) |
| ۳۰ ژوئن   | ولایت هاریما〜آماگاساکی، هیوگو             | ۲۶ کیلومتر (۱۷۱ کیلومتر) |
| اول ژوئیه | آماگاساکی، هیوگو〜توندا                    | ۲۳ کیلومتر (۱۹۴ کیلومتر) |
| دوم ژوئیه | توندا〜یامازاکی                            | ۶ کیلومتر (۲۰۰ کیلومتر)  |

## نبرد یامازاکی
در روز ۲ ژوئیه سپاه ۴۰۰۰۰ نفری تویوتومی با سپاه ۱۶۰۰۰ نفری میتسوهیده در نبرد یامازاکی روبرو شدند که با شکست قطعی میتسوهیده این نبرد پایان یافت. بنابر یک روایت میتسوهیده که از نبرد زنده مانده بود قصد داشت به قلعه خود قلعه ساکاموتو برگردد اما طبق روایتی توسط راهزنی بنام ناکامورا چوبی که در نیزارهای اطراف «روستای اوگوروسو» پنهان شده و به دنبال سرقت لوازم و زره‌های جنگی شکست خوردگان در نبرد بود، کشته شد. بنابر یک روایت دیگر وی پس از شکست هاراکیری کرده‌است. روایت دیگری هم حکایت از کشته شدن وی در میدان نبرد دارد.